# Leander Starr Jameson
Leander Starr Jameson (Edinburgh, 9 februari 1853 - Londen, 26 november 1917) was een Brits koloniaal politicus in Zuid-Afrika, vooral bekend om de naar hem vernoemde Jameson Raid. Daarnaast diende hij als 10e premier van de Britse Kaapkolonie van 1904 tot 1908.

## Biografie

### Dokter
Jameson was de zoon van Robert William Jameson en Christian Pringle. Hij studeerde geneeskunde en werkte voor een tijdje als dokter in Londen tot hij in 1878 naar de diamantmijnen van Kimberley in Zuid-Afrika migreerde. Hier raakte hij bevriend met de machtige diamantmagnaat Cecil Rhodes. Jameson sloot zich aan bij Rhodes' British South Africa Company en speelde een belangrijke rol tijdens de Eerste Matabele-oorlog.

### Jameson Raid
Na de oorlog was Rhodes van plan de Zuid-Afrikaansche Republiek (Transvaal) binnen te vallen en een opstand en staatsgreep onder uitlanders (buitenlandse mijnwerkers in Transvaal) te ontketenen. Jameson werd aangesteld als bevelhebber van deze Raid en viel met 600 man Transvaal binnen.
De inval liep uit tot een mislukking. Na schermutselingen met het Transvaalse leger gaf Jameson zich over en werd hij gevangengenomen. Voor de Raid werd hij in Londen tot vijftien maanden gevangenisstraf veroordeeld, maar werd eerder vrijgelaten vanwege gezondheidsredenen.

### Politieke loopbaan
Terug in de Britse Kaapkolonie stichtte Jameson de pro-Britse Progressive Party, werd in 1904 premier van de Kaap en bleef dit tot 1908. In 1910 werd zijn partij omgedoopt tot de Unionist Party die tweede werd bij de eerste parlementsverkiezingen van de pas gevormde Unie van Zuid-Afrika.
In 1912 stapte hij uit de politiek en ging hij in Londen wonen, waar hij in 1917 stierf.

### If—
Jameson was de inspiratie voor het beroemde gedicht If— van Rudyard Kipling.
- Gemeinsame Normdatei: 1281634867
- International Standard Name Identifier: 0000 0000 5048 7970
- Library of Congress Control Number: n2007040920
- Nationale Bibliotheek van Israël: 987007290348005171
- Nederlandse Thesaurus van Auteursnamen: 069422826
- SNAC: w6377vr1
- Virtual International Authority File: 6843228
- WorldCat: E39PBJmXG4gWKKRvG7GmfCGmBP